# Agelenoidea
Agelenoidea é uma superfamília de aranhas araneomorfas que integra duas famílias de aranhas com 8 olhos.

## Taxonomia
A superfamília Agelenoidea é constituída por duas famílias:
- Agelenidae C.L.Koch, 1837 — 62 géneros, 1152 espécies
- Amphinectidae Forster & Wilton 1973 — 32 géneros, 159 espécies